# Viktor Adolf Eitel
Viktor Adolf Eitel (* 20. April 1845 in Groß-Schenk, Kaisertum Österreich; † 23. April 1924 in Hermannstadt, Rumänien) war ein siebenbürgischer Theologe und Politiker.

## Leben
Als Sohn eines Lehrers und späteren Pfarrers geboren, studierte Eitel nach dem Besuch des Gymnasiums in Schäßburg Philosophie mit Schwerpunkt Geographie, Geschichte, Germanistik und Theologie in Heidelberg und Jena. Während seines Studiums wurde er 1863 Mitglied der Burschenschaft Frankonia Heidelberg. Nach bestandener Lehramtsprüfung 1866 wurde er Kanzleiberater des Evangelischen Landeskonsistoriums in Hermannstadt und arbeitete ab 1869 als Lehrer für Geschichte am Schäßburger Gymnasium. 1876 betätigte er sich als Montagsprediger und wurde Direktor der Evangelischen Mädchenschule. 1880 wurde er Pfarrer in Großlasseln und 1886 in Agnetheln. 1909 ging er in den Ruhestand. Er war Verfasser mehrerer geschichtlicher und theologischer Schriften. In Hermannstadt war er lange Zeit Vorstand der dortigen Vereinigung Alter Burschenschafter. Er war für den Repser Wahlkreis Abgeordneter im Ungarischen Reichstag.